# カルテンタール
カルテンタール (ドイツ語: Kaltental) は、ドイツ連邦共和国バイエルン州シュヴァーベン行政管区のオストアルゴイ郡に属す市場町であり、ヴェステンドルフ行政共同体を構成する自治体の一つである。

## 地理
カルテンタールはアルゴイ地方に位置する。カルテンタールという名前は人工的な概念である、この名前を持つ集落は存在しない。

### 自治体の構成
この町は、公式には8つの地区 (Ort) からなる。このうち小集落や孤立農場などを除く集落を以下に列記する。
- アウフキルヒ
- ブロンホーフェン
- フランケンホーフェン
- ヘルミスホーフェン

## 歴史
現在のカルテンタールの町域は、その大部分がアウクスブルク司教領のブーフローエ管理局の管轄下にあった。1803年の帝国代表者会議主要決議以降、その集落はバイエルン領となった。
町名はアウフキルヒ、ブロンホーフェン、フランケンホーフェンが合併した自治体再編の際に、大変に白熱した民主的議論やバイエルン州中央文書館をはじめその他の調整期間からの勧告を考慮し決定された。この名称は、3つの集落がともに「カルテン・タール」(kalten Tal) に位置することから選択されたのであるが、この kalten は冷気 (Kälte) のことではなく、1699年までオスターツェルを治めていたカルテンタール家のヤーコプ・フォン・カルテンタールの名前に由来するものである。

### アウフキルヒ

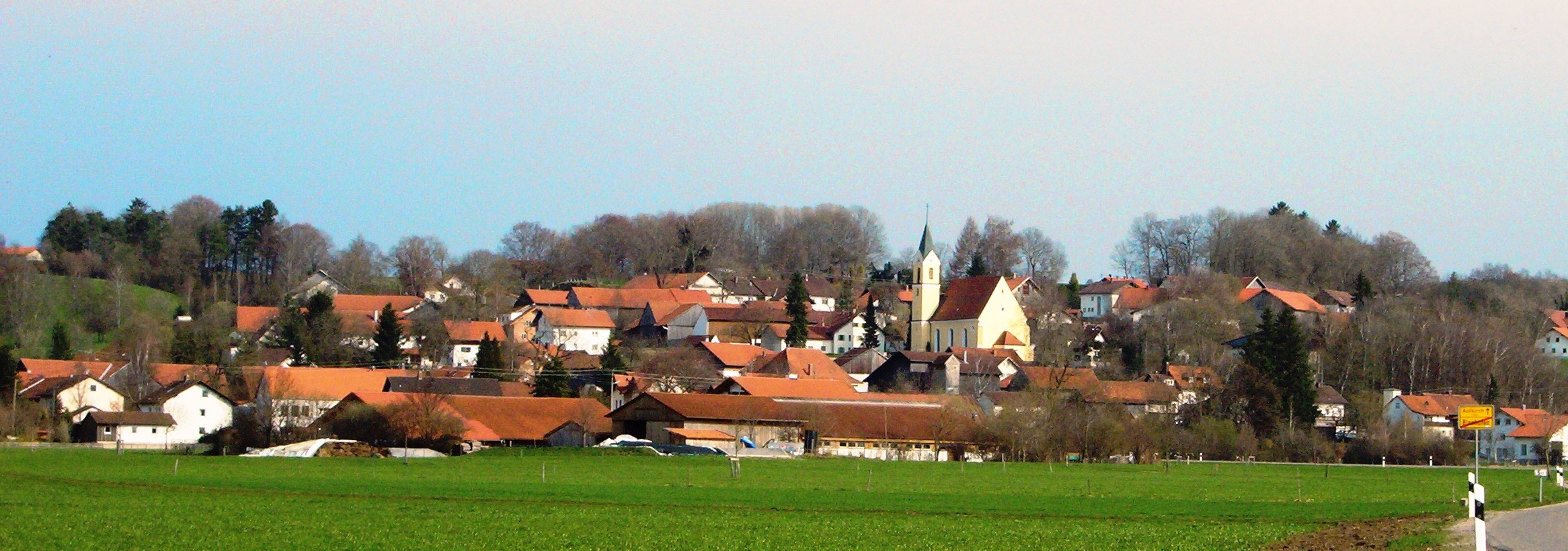
アウフキルヒ

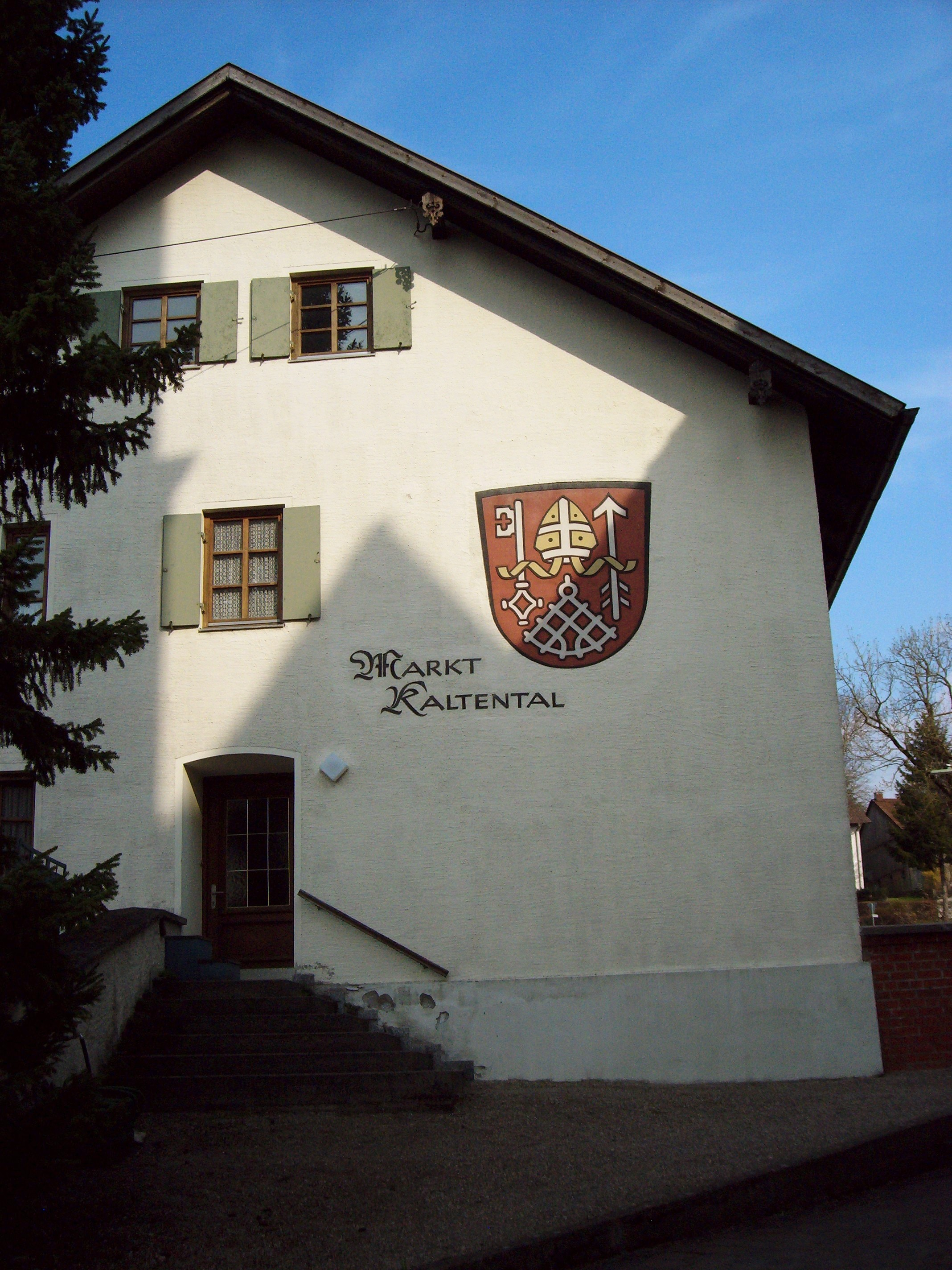
カルテンタールの町役場はアウフキルヒ地区にある

アウフキルヒの名前は、1287年のシュタインガーデン修道院の文書に初めて登場する。1437年にアウクスブルク司教がアウフキルヒの裁判権を獲得し、これ以後、全集落の領主権を得ていった。集落の名前から想像される通り（Aufkirch → auf Kirch = 教会で）、アウフキルヒには大変古くから教会があった。1618年建造の現在の教会は、早くも1656年と1686年に深部にまで手を加える修復工事が行われている。塔は1843年に新しく造られた。最後の根本的な修復は1972年から1975年に行われた。
アウフキルヒには1513年からすでに学校があった。三十年戦争や1618年の飢饉によりアウフキルヒの住民はひどい苦境に苛まれた。1635年にはペストで住民の半数が命を奪われた。ドイツ農民戦争、シュマルカルデン戦争、ナポレオン戦争、両世界大戦は集落にさらなる苦しみを与えた。

### ブロンホーフェン
アウフキルヒの北東に街道沿いの市場町として発展したブロンホーフェンがある。この集落は1972年にカルテンタールに合併した。この集落は古くからアウフキルヒの教区に属していた。この集落は1150年頃に Pluwenhofen として初めて記録されている。ブロンホーフェンは主にヴェルフェン家の所領であった。1500年頃にグロースケムナート（現・カウフボイレン市内）のベーツェナウアー家の所領となった。この所領は1556年にアルテンスベルク家に仕えるペーター・ガイスベルク・ツゥ・ブロンホーフェンに売却された。さらに1611年にはシュトッツィンゲン家の所領となり、これに伴いアウクスブルク司教領の一部となった。市場開催権を獲得した日付は不明である。
1686年には、ブロンホーフェンに肉屋、靴屋、仕立屋、織工のツンフトが組織された。これらのツンフトには、シュテットヴァングとイェンゲンとの間、あるいはオーバーボイレンからフックスタール一円の親方が加盟した。1400年頃ブロンホーフェンに女子修道院が創設されたが、1600年頃に廃止された。その建物は十分の一税倉庫に転用されたが、1852年に取り壊された。使徒フィリップスとヤーコプスに捧げられたブーフローエの教会堂は一部にゴシック時代の痕跡が遺る。長堂は西側にあった十分の一税倉庫が撤去された後、1852年に建造された。
1835年にブロンホーフェンの行政当局は守護聖人聖ゼバスティアンの肖像を用いた紋章を制定した。1年後にバイエルン王ルートヴィヒ1世は町の代表者の請願を承けてこの紋章を認可した。

### フランケンホーフェン
列状に伸びた形態をしたフランケンホーフェンは、1971年にアウフキルヒと合併するまで独立した自治体であった。フランケンホーフェンは、おそらく8世紀に司牧会および修道院の中心地シュテットヴァングとともに創設された。フランケンホーフェンの統治権は、ヘルミスホーフェン城塞に属したが、1437年にファイト・シュミーヒャー・ツゥ・ヘルミスホーフェンは、この統治権をアウクスブルク司教ペーターに売却した。
中世後期には土地所有権は、アウクスブルク、ランツベルク、フュッセン、カウフボイレン、メミンゲンの市民が分割所有していた。1610年からアウクスブルク司教が徐々に土地所有権の多くを占めるようになっていった。
聖ラウレンティウスと聖アガータに捧げられた村の教会は1488年に補佐司教ウルリヒによって聖別され、その後何度も修復、改修が行われてきた。フランケンホーフェンは主に農業の集落であるが、手工業も行われている。

### ヘルミスホーフェン

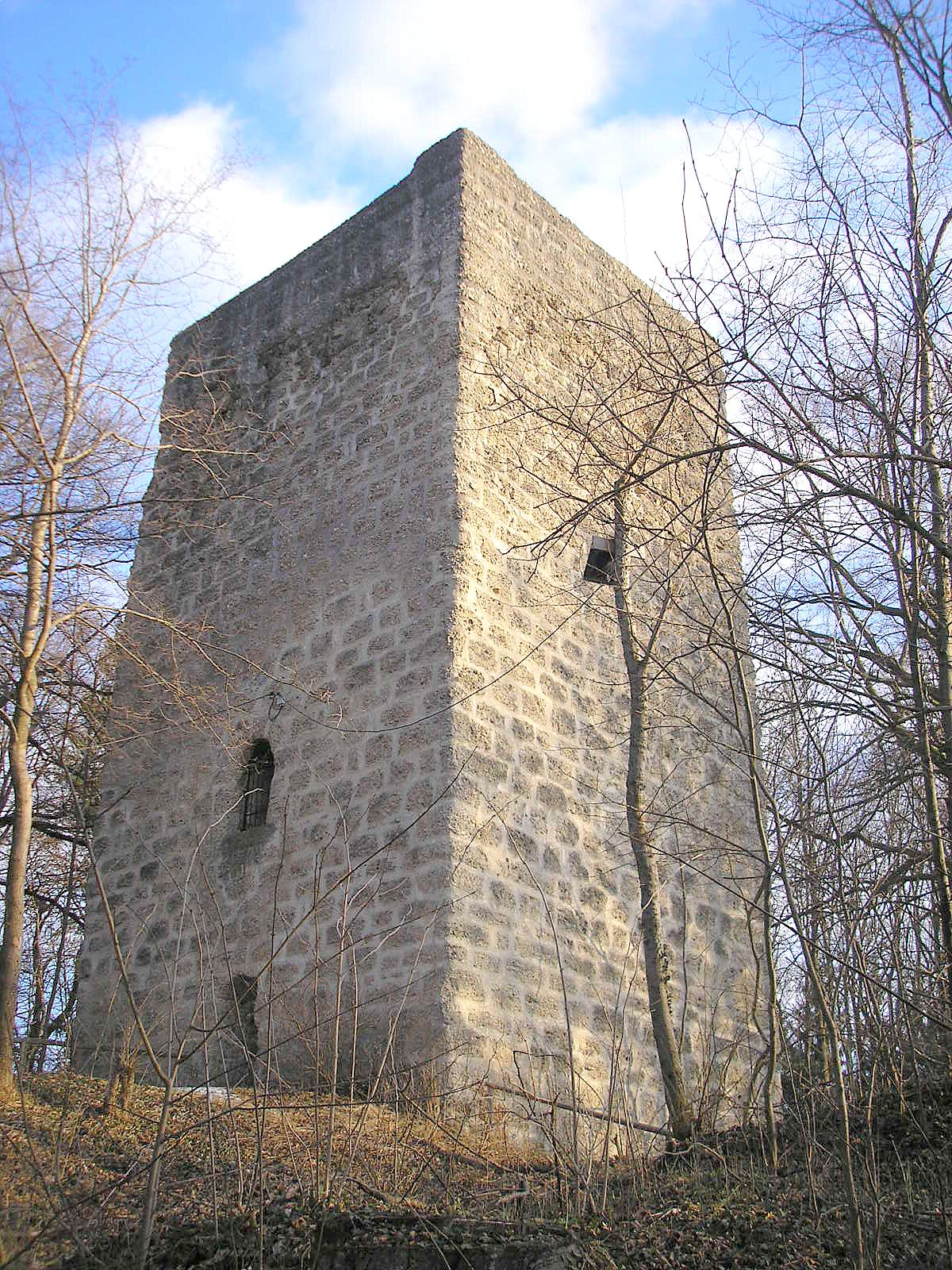
「ローマ塔」と呼ばれるヘルミスホーフェン城の主塔

アウフキルヒの南に位置する教会集落ヘルミスホーフェンには古くから個別の教区を形成しており、1180年に初めて記録されている。この教区は18世紀末にアウフキルヒ教区と統合された。ヘルミスホーフェン南東の高台上にヘルミスホーフェン城がある。この城には中世初期にはすでにシュテットヴァング家の、その後はケンプテン修道院のレーエンであった。1190年から1332年まで土着貴族の一門があった。14世紀の終わり頃にバイエルンの騎士であるシュミーヒェン家が、現在「ローマ塔」と呼ばれている塔が建造された。ファイト・シュミーヒャー・ツゥ・ヘルミスホーフェンは1437年4月25日にこの城とそれに付随する財産をアウクスブルク司教ペーターおよび司教本部に売却した。アウクスブルク司教本部はこの城に首席司祭や騎士とともに管財人を置き、周辺地域の占有権を獲得していった。ヘルミスホーフェン管理区にはホンゾルゲン、ヘルミスホーフェン、フランケンホーフェン、アウフキルヒ、アルテンスベルク（ブロンホーフェンを含む）、メンホーフェン（ゲルビスホーフェンを含む）、リーデン、さらにはミューレンやグーテンベルクの所領を包含した。ヘルミスホーフェンは1525年に領主やアウクスブルク司教に叛旗を翻したブロンホーフェン、アウフキルヒ、ヘルミスホーフェン、フランケンホーフェンの農民達によって占領され、破壊された。その後この城は再建されたが、最終的に18世紀焼失した。現在は「ローマ塔」とわずかな城壁が遺るだけである。
ヘルミスホーフェンの聖ニコラウス小教会は1474年に免責を受けた。建物は新築されたが内陣は現在も保存されている。17世紀に長堂、1780年頃に塔が再建された。この教会は後期ゴシック様式の木像数点や、ヘルミスホーフェンの騎士とその妻の記念碑を有している。

### アルテンスベルク
アウフキルヒの北東、ヒューナーバッハ川渓谷沿いの丘陵上にアルテンスベルクがある。この入植地は1100年を少し超えた頃に Altichsberg として記録されている。マーネゴルトという名の貴族がこの地にあった。1530年頃までにアルテンスベルクはグロースケムナートに属するようになり、1562年からカウフボイレン施療院領を経て、ペーター・フォン・ガイスベルクの所領となった。その息子はアルテンスベルクの地所をループレヒト・フォン・シュトッツィンゲンに1577年に売却した。1611年、ゲオルク・レオンハルト・フォン・シュトッツィンゲンとその妻は、この地の統治権をアウクスブルク司教に104,000グルデンで売却した。アルテンスベルクの城館は1612年から1635年までヘルミスホーフェンの管財人の居館となったが、三十年戦争で破壊された。

### エルトラーツホーフェン
エルトラーツホーフェンは、アウフキルヒの北に位置する境界を中心とした小集落であり、かつては独自の教区を有していた。1460年にKirchherr（直訳すると教会の主）としてシュテットヴァング家の人物名があり、彼らが教会を創設したと考えられている。 ゲルビスホーフェンの農場もこの教区に属した。この教区は1489年にキンザウ教区に、1814年にアウフキルヒ教区に移された。1240年から1303年まで土着貴族のエリンハルツホーフィン家があった。農場や十分の一税はケンプテン修道院のレーエンであった。土地の所有者にはショーンガウの施療院やカウフボイレン女子修道院もあった。重罪裁判権は1785年まではバイエルン公が、その後1803年まではアウクスブルク司教が有した。

### ゲルビスホーフェン
小集落ゲルビスホーフェンはブロンホーフェンの東に位置する。レオンハルト・フォン・レヒスベルクは1437年にゲルビスホーフェンをイルゼー修道院に売却した。イルゼー修道院も1600年にこれをアウクスブルク司教に売却した。ゲルビスホーフェンは、ブーフローエ＝ヘルミスホーフェン管財区に統合された。この集落には「マリアの帰郷」礼拝堂がある。この礼拝堂は私有物であり、オイロギウス・ビルクにより神への請願のために1874年に建設された。

### 人口推移
- 1970年 1,260人
- 1987年 1,232人
- 2000年 1,583人

## 行政
町長はマンフレート・ハウザー (Heimat-Freie Wählergruppe Aufkirch、Freie Wählergemeinschaft Blonhofen および Fortschrittliche Freie Wählergruppe Frankenhofen) である。彼は2002年にヴィルヘルム・ポップラー (Freie Fortschrittl. Wählergr.) の後任として町長に選出された。

## 文化と見所
旧アウフキルヒ乳製品加工場はギャラリー「アルテ・ゼンネライ」（旧乳製品加工場）に改築されており、展示スペースには現代の芸術作品が展示されている。春には著名な芸術家が出展する造形陶器と楽焼に重点を置いた陶芸展示会が開催される。夏には彫刻家達による展示会が開催され、戸外で制作も行われている。この他に、有名なミュンヘンのデザイナーで画家のヴィルヘルム・マイアー＝ゾルク工房のグラフィック・コレクションもある。秋には国際的に知られたイラストレーター（たとえば、ラインハルト・ミヒル、インドラ・カペック、ヴォルフ・エアルブルッフ、クイント・ブーフホルツ、ズザンネ・ヤンセン、イザベル・ピン、アリョーシャ・ブラウ）によるイラストレーションの展示会もある。こうした展示会の期間中には、有名な作家により朗読会も開催される。
ヘルミスホーフェン城趾では、12世紀に建設された山城の跡を見ることができる。現在保存されているのはベルクフリート（主塔）とわずかな城壁だけである。塔は誤解から「ローマ塔」と呼ばれている。

## 引用
1. ↑  https://www.statistikdaten.bayern.de/genesis/online?operation=result&code=12411-003r&leerzeilen=false&language=de Genesis-Online-Datenbank des Bayerischen Landesamtes für Statistik Tabelle 12411-003r Fortschreibung des Bevölkerungsstandes: Gemeinden, Stichtag (Einwohnerzahlen auf Grundlage des Zensus 2011)
2. ↑  Bayerische Landesbibliothek Online